# 329-я истребительная авиационная дивизия
329-я истреби́тельная авиацио́нная Керченская Краснознамённая диви́зия (329-я иад) — соединение Военно-Воздушных сил (ВВС) Вооружённых Сил РККА, принимавшее участие в боевых действиях Великой Отечественной войны.

## История наименований

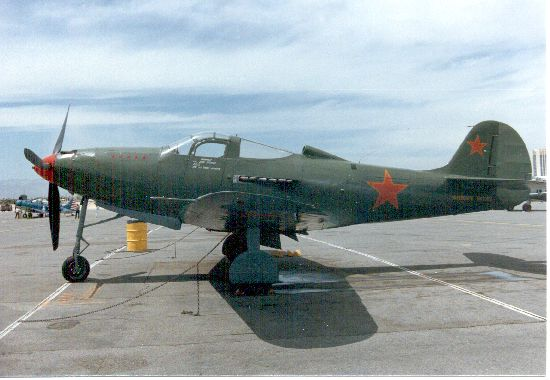
Самолёт P-39 Аэрокобра

- 329-я истребительная авиационная дивизия;
- 329-я истребительная авиационная Керченская дивизия;
- 329-я истребительная авиационная Керченская Краснознамённая дивизия.

## Создание дивизии
329-я истребительная авиационная дивизия начала формирование в сентябре 1943 года и окончательно сформирована 23 октября 1943 года в составе 4-й ВА Северо-Кавказского фронта.

## Расформирование дивизии
329-я истребительная авиационная Керченская Краснознамённая дивизия расформирована в январе 1946 года.

## В действующей армии
В составе действующей армии:
- с 25 октября 1943 года по 12 мая 1944 года,
- с 3 декабря 1944 года по 9 мая 1945 года.

## Командиры дивизии
| Звание    | Ф. И. О.                     | Период                  |
| --------- | ---------------------------- | ----------------------- |
| Полковник | Осипов, Александр Алексеевич | 24.10.1943 — 30.12.1945 |

## В составе объединений
| Дата          | Фронт (округ)             | Армия                            | Корпус                           |
| ------------- | ------------------------- | -------------------------------- | -------------------------------- |
| 09.09.1943 г. | Северо-Кавказский фронт   | 4-я воздушная армия              | Резерв 4-й воздушной армии       |
| 15.11.1943 г. | Ставка ВГК                | 4-я воздушная армия              |                                  |
| 18.04.1944 г. | 4-й Украинский фронт      | 4-я воздушная армия              |                                  |
| 25.04.1944 г. | 2-й Белорусский фронт     | 4-я воздушная армия              |                                  |
| 12.05.1944 г. | Резерв Ставки ВГК         | 8-я воздушная армия              |                                  |
| 01.06.1944 г. | Харьковский военный округ | ВВС Харьковского военного округа | 7-й штурмовой авиационный корпус |
| 03.12.1944 г. | 2-й Белорусский фронт     | 4-я воздушная армия              | -                                |
| 30.05.1944 г. | 2-й Белорусский фронт     | 4-я воздушная армия              | -                                |
| 09.05.1945 г. | 2-й Белорусский фронт     | 4-я воздушная армия              | -                                |
| 10.06.1945 г. | Северная группа войск     | 4-я воздушная армия              | -                                |
| 15.01.1946 г. | Северная группа войск     | 4-я воздушная армия              | расформирована                   |

## Части и отдельные подразделения дивизии
| Период                  | Наименование                                      | Примечание                   |
| ----------------------- | ------------------------------------------------- | ---------------------------- |
| 11.09.1943 — 19.01.1946 | 57-й гвардейский истребительный авиационный полк  | Передан в состав 5-й гв. иад |
| 22.10.1943 — 10.01.1946 | 101-й гвардейский истребительный авиационный полк | Передан в состав 9-й гв. иад |
| 25.10.1943 — 15.01.1946 | 66-й истребительный авиационный полк              | Убыл в ТуркВО (аэр. Фергана) |

### Боевой состав на 9 мая 1945 года
| Наименование                                      | Примечание          |
| ------------------------------------------------- | ------------------- |
| 57-й гвардейский истребительный авиационный полк  | Bell P-39 Airacobra |
| 101-й гвардейский истребительный авиационный полк | Bell P-39 Airacobra |
| 66-й истребительный авиационный полк              | Bell P-39 Airacobra |

## Участие в операциях и битвах
- Керченско-Эльтигенская десантная операция — с 31 октября 1943 года по 11 декабря 1943 года
- Крымская наступательная операция — с 8 апреля 1944 года по 12 мая 1944 года
- Восточно-Прусская операция — с 13 января 1945 года по 25 апреля 1945 года
- Млавско-Эльбингская операция — с 14 января 1945 года по 26 января 1945 года
- Восточно-Померанская операция — с 10 февраля 1945 года по 4 апреля 1945 года
- Берлинская операция — с 16 апреля 1945 года по 8 мая 1945 года

| Р-39 Аэрокобра | Р-39 Аэрокобра | Р-39 Аэрокобра |

## Почётные наименования
- 329-й истребительной авиационной дивизии за отличия в боях за освобождение г. Керчь присвоено почётное наименование «Керченская»[4]
- 101-му гвардейскому истребительному авиационному полку за отличие в боях при овладении городами Штеттин, Гартц, Пенкун, Казеков и Шведт 4 июня 1945 года присвоено почётное наименование «Штеттинский»[5]
- 66-му истребительному авиационному полку 5 апреля 1945 года за отличие в боях за овладение городом Алленштайн присвоено почётное наименование «Алленштайнский»[6]

## Награды
- 329-я истребительная авиационная Керченская дивизия за образцовое выполнение заданий командования в боях с немецкими захватчиками при овладении городом и креапостью Гданьск (Данциг) и проявленные при этом доблесть и мужество Указом Президиума Верховного Совета СССР от 17 мая 1945 года награждена орденом Красного Знамени[7].
- 57-й гвардейский истребительный авиационный полк за образцовое выполнение заданий командования в боях с немецкими захватчиками при овладении городами Тчев (Диршау), Вейхарово (Нойштадт), Пуцк (Путциг) и проявленные при этом доблесть и мужество Указом Президиума Верховного Совета СССР от 26 апреля 1945 года награждён орденом «Боевого Красного Знамени»[8]
- 66-й истребительный авиационный полк за образцовое выполнение боевых заданий командования в боях с немецкими захватчиками при овладении городами Росток, Варнемюнде, Рибнитц, Марлов, Лааге, Тетерев, Миров и проявленные при этом доблесть и мужество Указом Президиума Верховного Совета СССР от 4 июня 1945 года награждён орденом «Суворова III степени».

## Благодарности Верховного Главнокомандования
Верховным Главнокомандующим объявлены благодарности:
- за овладение городом Алленштайн[9]
- за овладение городами Тчев, Вейхерово и Пуцк[10]
- за овладение городом и крепостью Гданьск[11]
- за овладение городами Анклам, Фридланд, Нойбранденбург, Лихен[12]
- за овладение портом и военно-морской базой Свинемюнде[13]
- за овладение островом Рюген[14]

## Отличившиеся воины дивизии
- Камозин, Павел Михайлович, гвардии капитан, командир эскадрильи 66-го истребительного авиационного полка 329-й истребительной авиационной дивизии 4-й воздушной армии удостоен звания дважды Герой Советского Союза. Золотая Звезда № 2/23.
- Иванов Сергей Сергеевич, гвардии лейтенант, заместитель командира эскадрильи — штурман эскадрильи 101-го гвардейского истребительного авиационного полка 329-й истребительной авиационной дивизии 4-й воздушной армии 1 июля 1944 года удостоен звания Герой Советского Союза. Золотая Звезда № 5412
- Беркутов Александр Максимович, майор, штурман 101-го гвардейского истребительного авиационного полка 329-й истребительной авиационной дивизии 4-й воздушной армии 2 августа 1944 года удостоен звания Герой Советского Союза. Золотая Звезда № 4050
- Похлебаев Иван Григорьевич, старший лейтенант, заместитель командира эскадрильи 101-го гвардейского истребительного авиационного полка 329-й истребительной авиационной дивизии 4-й воздушной армии 23 февраля 1945 года удостоен звания Герой Советского Союза. Золотая Звезда № 5406
- Панкратов Сергей Степанович, майор, штурман 66-го истребительного авиационного полка 329-й истребительной авиационной дивизии 4-й воздушной армии 2 августа 1944 года удостоен звания Герой Советского Союза. Золотая Звезда № 3991.
- Сидоров Николай Григорьевич, майор, штурман 329-й истребительной авиационной дивизии 4-й воздушной армии 18 августа 1945 года удостоен звания Герой Советского Союза. Золотая Звезда № 8732.